# Instituto Tecnológico Superior del Oriente del Estado de Hidalgo
El Instituto Tecnológico Superior del Oriente del Estado de Hidalgo (ITESA) es una institución pública de educación superior ubicada en el municipio de Apan, en el Estado de Hidalgo, México.

## Historia
El Instituto Tecnológico Superior del Oriente del Estado de Hidalgo, inicia sus operaciones el 6 de septiembre de 2000, con solo las carreras de Ingeniería en Sistemas Computacionales e Ingeniería Electromecánica. La cantidad de alumnos inicial fue 133 (101 en Sistemas Computacionales y 32 en Electromecánica. Para el año siguiente se abrieron las carreras: Ingeniería Civil e Ingeniería en Industrias Alimentarias. 
En 2007 se anexaron las carreras de Ingeniería Mecatrónica y Licenciatura en Administración y en 2010 se agrega la carrera de Ingeniería en Gestión Empresarial. En el 2011 apertura la carrera de Ingeniería en Logística. En el 2016 se apertura la carrera de Ingeniería en Sistemas Automotrices. En el 2018 se apertura la carrera de Licenciatura en Turismo.

## Oferta educativa
La oferta educativa del Instituto Tecnológico Superior del Oriente del Estado de Hidalgo es:

### Profesional
- Licenciatura en Administración
- Licenciatura en Turismo
- Ingeniería Civil
- Ingeniería Electromecánica
- Ingeniería Mecatrónica
- Ingeniería Logística
- Ingeniería en Gestión Empresarial
- Ingeniería en Industrias Alimentarias
- Ingeniería en Sistemas Automotrices
- Ingeniería en Sistemas Computacionales

### Maestrías
- Maestría en Sistemas Computacionales
- Maestría en Ciencias de los Alimentos

## Campus
Entre la infraestructura del ITESA están, dos unidades académicas departamentales, dos unidades multifuncionales de laboratorios y talleres, cafetería, biblioteca, auditorio. Conn total de 29 aulas y 10 talleres. Laboratorios de ciencias básicas, Idiomas, Electromecánica. Talleres de Industria alimentaria, Ingeniería civil, e Ingeniería mecatrónica. Un Centro de cómputo de 2 niveles (Capacidad de 250 equipos). Instalaciones deportivas como: una cancha de fútbol, dos canchas de fútbol sala, dos canchas usadas para baloncesto y voleibol.

## Directores
- Álvaro Ángeles Olivares (2000 - 2007)
- Gerardo Téllez Reyes (2007 - 2012)
- José Antonio Zamora Guido (2012 - 2016)
- Concepción Gómez Juárez (2016 - 2018)
- Justo Juan Manuel Martínez Licona (2018 - a la fecha)